# 2030er
Portal Geschichte | Portal Biografien | Aktuelle Ereignisse | Jahreskalender | Tagesartikel

◄ |
20. Jh. |
21. Jahrhundert

◄ |
2000er |
2010er |
2020er |
2030er
| 2040er

2030 |
2031 |
2032 |
2033 |
2034 |
2035 |
2036 |
2037 |
2038 |
2039
Die 2030er Jahre beginnen am 1. Januar 2030 und enden am 31. Dezember 2039.

## Voraussichtliche Ereignisse
- 2030: Die Volksrepublik China wird laut Prognosen mit 1.450.000.000 Einwohnern ein Maximum erreichen, danach wird die Bevölkerung schrumpfen.[1]
- Fußball-Weltmeisterschaft 2030 in Spanien, Portugal und Marokko.
- Die Expo 2030 ist geplant.
- Die Fertigstellung des Giant Magellan Telescope wird für die frühen 2030er erwartet.[2]
- 2032: Olympische Sommerspiele 2032 in Brisbane.
- 2034: Fußball-Weltmeisterschaft 2034 in Saudi-Arabien.
- 2035: Teilweises Verbot des Verbrennungsmotors.
- Am 19. Januar 2038 läuft die Unixzeit über, wenn sie als vorzeichenbehaftete 32-Bit-Zahl gespeichert wird, und führt zum Jahr-2038-Problem, das zu Ausfällen von Software führen könnte.
- Deutschland plant 2038 vollständig auf die Verbrennung von Braunkohle zu verzichten.
- Die NASA plant eine bemannte Marsmission, zum ersten Mal könnten Menschen auf einem anderen Planeten landen.

## Astronomische Ereignisse
- Ringförmige Sonnenfinsternis vom 1. Juni 2030
- Totale Sonnenfinsternis vom 25. November 2030
- Totale Sonnenfinsternis vom 30. März 2033
- Totale Sonnenfinsternis vom 20. März 2034
- Totale Sonnenfinsternis vom 2. September 2035
- Totale Sonnenfinsternis vom 13. Juli 2037
- Totale Sonnenfinsternis vom 26. Dezember 2038

## Jahrestage
- 4. Oktober 2030: 200 Jahre Proklamation der Unabhängigkeit Belgiens
- 15. Januar 2031: 30. Geburtstag der Wikipedia
- 7. September 2032: 500. Geburtstag von Elisabeth I. von England
- 16. November 2032: 400. Todestag von Gustav II. Adolf von Schweden im Dreißigjährigen Krieg
- 8. Januar 2035: 100. Geburtstag von Elvis Presley
- 12. November 2035: 1000. Todestag von Knut dem Großen, König von England, Dänemark und Norwegen
- 1. September 2039: 100. Jahrestag des Beginns des Zweiten Weltkriegs in Europa.

## Kulturelle Referenzen
- Das Computerspiel Detroit: Become Human spielt im Detroit des Jahres 2038.